# Йосафат Лабай
Йосафат Лабай (хресне ім'я Іван; 3 червня 1895, Язениця Руська — 11 липня 1962, Буенос-Айрес, Аргентина) — український церковний діяч, ієромонах-василіянин, доктор богослов'я, педагог, ректор Української папської колегії святого Йосафата (1935—1946).

## Життєпис
Іван Лабай народився 3 червня 1895 року в с. Язениця Руська Кам'янко-Струмилівського повіту (в радянський період село було ліквідоване) в сім'ї Ігнатія Лабая і його дружини Євфросинії з дому Крук. Навчався в початковій школі в рідному селі і Львівській академічній гімназії.
Після четвертого класу гімназії 15 липня 1912 року вступив до Василіянського Чину на новіціят у Крехівський монастир. На облечинах отримав ім'я Йосафат. Перші обіти склав 1 березня 1914 року. Під час Першої світової війни в 1915—1917 роках перебував у францисканському монастирі у Вараждині, де довершив гімназійні студії. У 1917 році повернувся в Галичину до Крехівського монастиря на студії філософії, а в травні 1919 року під час польсько-української війни, разом з ченцями Крехівського і Жовківського монастирів (разом 42), був вивезений до концентраційного табору у Домб'є. Після кількамісячного перебування в Домб'є, призначений довершувати філософію в Лаврівський монастир і там 7 липня 1920 року склав вічні обіти. 1920/1921 навчальний рік бр. Йосафат Лабай провів у Бучацькому місійному інституті, де навчав української мови у трьох гімназійних класах і готувався до матурального іспиту, який склав у Станиславівській гімназії. Богословські студії закінчив у Папському Григоріянському університеті в Римі упродовж 1921—1925 років. Ієрейські свячення отримав 19 квітня 1925 року з рук преосвященного владики Ісаї Пападопулоса, асесора Конгрегації Східних Церков.
У 1925—1928 роках — викладач філософії, фізики і математики в Кристинополі, а з 1928 до 1933 року — ігумен, префект студій і викладач логіки, онтології, космології, фізики, математики, психології, теодицеї, моральної філософії в Добромилі. Його заслугою було відновлення-реставрація монастирського комплексу в Добромилі і пристосування його до потреб чернечих студій. У 1932—1935 роках виконував обов'язки провінційного радника. У 1934—1935 роках був віце-ректором Української папської колегії святого Йосафата в Римі, а 16 листопада 1935 року папа Пій XI призначив отця Йосафата Лабая ректором колегії і на цій посаді він пробув до 1946 року. Викладав для студентів риторику й історію Української церкви. За його каденції розбудовано літню резиденцію української колегії в Кастель-Ґандольфо. У 1943—1944 роках переховував у Колегії сина керівника антинациського руху опору Рима Джузеппе Кордеро Ланца ді Монтедземоло майбутнього кардинала Андреа Кордеро Ланца ді Монтедземоло. У повоєнних 1945—1946 роках колегія була центром Українського допомогового комітету на чолі з владикою Іваном Бучком.
У 1946—1949 роках о. Йосафат Лабай був генеральним економом Василіянського Чину і віце-настоятелем дому Головної управи Чину при церкві святих мучеників Сергія і Вакха. 1953 року переїхав до Південної Америки, працював у Монтевідео (Уругвай) та Буенос-Айресі (Аргентина).
Помер 11 липня 1962 року в Буенос-Айресі, похований в Апостолес.